# Р-14
Р-14 (англ. R-14 Chusovaya; рос. Чусовая) була одноступінчастою балістичною ракетою середньої дальності, розробленою Радянським Союзом під час холодної війни. Їй було присвоєно звітну назву НАТО SS-5 Skean та була відома під індексом ГРАУ 8K65. Його спроектував Михайло Янгель. Чусова — назва річки в Росії. Лінійне виробництво здійснювалося на заводах №  586 і 1001 у Дніпрі і Красноярську відповідно.
Завдяки новим конструктивним рішенням, розмірам , матеріалам та новому складу ракетного палива, ракета Р-14 мала удвічі більший радіус польоту ніж Р-12. Із завершенням розробки комплексу бойових ракет Р-12, Р-14 та Р-16, в СРСР створили новий рід військ — Ракетні війська стратегічного призначення.

## Огляд
Розробка R-14 почалася директивою 2 липня 1958 року. Попередній проєкт був завершений у грудні 1958 року, а льотні випробування почалися в червні 1960 року і завершилися в лютому 1961 року. Ракета була прийнята на озброєння 24 квітня 1961 року; початкова оперативна спроможність для першого дивізіону з чотирьох пускових установок була досягнута 31 грудня 1961 року, а перший полк був організований наступного дня. До кінця 1962 року два полки були повністю боєздатні в Україні та Латвії, згодом наземні стартові майданчики були розміщені в Калінінграді та Білорусі. Полк складався з двох дивізіонів ,всього вісім пускових установок; до 1970-х років один мобільний полк складався з 3 блоків управління і 4-5 пускових установок. Після введення головними цілями R-14 були PGM-17 Tor у Великобританії, PGM-19 Jupiter в Італії та Туреччині та база підводних човнів UGM-27 Polaris у Рота, Іспанія. Виробництво ракети спочатку здійснювалося на заводі № 586 у Дніпрі та заводі № 1001 у Красноярську, а двигун РД-216 виготовлявся лише на заводі № 586. З 1962 року виробництво було перенесено виключно на 166 авіаційний завод в Омську.
До початку Кубинської ракетної кризи 1962 року Радянський Союз планував розгорнути на Кубі два полки з 32 БРК Р-14 і 16 пусковими установками. До того часу, коли Сполучені Штати оголосили карантин на острові, туди надійшли 24 одномегатонні боєголовки, але жодних ракет чи пускових установок ще не було доставлено. Боєголовки були видалені, а розгортання R-14 на Кубі було скасовано після вирішення кризи.
У травні 1960 року була дозволена розробка версії R-14U (універсальна), яка могла запускатися як з наземних майданчиків, так і з ракетних шахт комплексу «Чусова», і в січні 1962 року почалися випробувальні пуски. У шахтному варіанті кожен полк складався з двох дивізіонів, кожен дивізіон являв собою єдину вогневу точку з укріпленим командно-технічним пунктом і трьома шахтами. Бункери розташовувалися на відстані не менше 100 м від інших відносно технічної точки. Кожен бункер мав глибину 30 м і був укріплений, щоб витримувати надлишковий тиск 2 кг/см2. Конструкція бункеру була прийнята на озброєння в червні 1963 року, а перший бункерний дивізіон R-14U став функціонувати в Прієкуле, Латвія, в 1964 році. Також комплекси були побудовані на Далекому Сході Росії, в Казахстані, Україні та Литві.
Розгортання R-14 і R-14U досягло свого піку в 1964—1969 рр. з 97 пусковими установками. Час реакції в стані нормальної готовності становить 1-3 години для м'яких ділянок і 5-15 хвилин для твердих ділянок. Стани готовності для часу реакції 3-5 хвилин можуть зберігатися кілька годин на м'яких ділянках і кілька днів на жорстких ділянках. У 1971 році почалося поетапне припинення використання жорстких майданчиків, а R-14U (у змішаному розгортанні з мобільними пусковими установками) було знято з експлуатації наприкінці 1970-х років. У 1969 році почалося поетапне зняття з експлуатації ряду м'яких майданчиків, і в період з 1978 по 1983 роки ракета поступово була замінена на RSD-10 Pioneer, яка була повністю знята з експлуатації в 1984 році. Після підписання Договору про ліквідацію ракет середньої і меншої дальності 9 серпня 1989 року шість ракет R-14, що залишилися на зберіганні, були знищені.

## Похідні
Ракета була основою сімейства ракет-носіїв «Космос-3». У 1964 році R-14 була оснащена меншим другим ступенем для створення ракети-носія 65S3, а вісім літальних апаратів були зроблені протягом наступного року з LC-41 на Байконурі. До 1966 року використовувався повністю готовий розгінний блок 11K65, але він літав лише чотири рази, перш ніж його змінила остаточна ракета-носій 11K65M, яка використовувалася для різноманітних легких цивільних і військових супутників, більшість з яких запускалися з Плесецька (лише деякі з них були запущені з Капустиного Яр). Ця ракета-носій була знята з експлуатації в 2010 році.

## Оператори
СРСР
- Ракетні війська стратегічного призначення